# Gryfice Wąskotorowe
Gryfice Wąskotorowe – stacja kolejowa Gryfickiej Kolei Wąskotorowej w Gryficach.
Przez stacje przechodzą 2 linie: Gryfice Wąskotorowe - Stepnica i odchodząca od tej linii w Popielu linia kolejowa Popiele – Gryfice Wąskotorowe przez Pogorzelicę i Trzebiatów. Ruch odbywa się na odcinku Gryfice Wąskotorowe – Popiele – Pogorzelica Gryficka.
W 1947 r. zastąpiono niemiecką nazwę stacji Greifenberg Landesbahnhof, wprowadzając urzędowo polską nazwę Gryfice Dworzec Kolei Wąskotorowej.